# Mindanaosmygtimalia
Mindanaosmygtimalia (Ptilocichla mindanensis) är en fågel i familjen marktimalior inom ordningen tättingar.

## Utseende
Mindanaosmygtimalian är en liten (13–14 cm) generellt mörkbrun timalia med vit strupe och långa vitaktiga strimmor undertill. På huvudet syns ett vitt ögonbrynsstreck och svart mustaschstreck. Stjärten är relativt kort. Färgen på hjässan varierar mellan underarterna, från rostbrun till svartbrun.

## Utbredning och systematik
Mindanaosmygtimalia delas in i fyra underarter med följande utbredning:
- Ptilocichla mindanensis minuta – förekommer i norra Filippinerna (Leyte och Samar)
- Ptilocichla mindanensis fortichi – förekommer i centrala Filippinerna (Bohol)
- Ptilocichla mindanensis mindanensis – förekommer i södra Filippinerna (Mindanao)
- Ptilocichla mindanensis basilanica – förekommer i södra Filippinerna (Basilan)

## Levnadssätt
Arten hittas i fuktiga ursprungliga skogar i låglänta områden och bergstrakter, vanligen upp till 1000 meters höjd men på Mount Kitanglad upp till 1400 meter. Den ses enstaka, i par eller i grupper om upp till fyra fåglar, vanligen på marken där den födosöker bland torra löv, förmodligen efter ryggradslösa djur. 

### Häckning
Fågeln häckar januari–augusti. Ett bo beskrivs som en halvt kupolformad skål av döda löv som placerades 0,3 meter ovan mark i en liten taggpalm. Däri låg ett ägg.

## Status
Trots det begränsade utbredningsområdet och det faktum att den minskar i antal anses beståndet vara livskraftigt av internationella naturvårdsunionen IUCN.